# 戴維斯縣 (密蘇里州)
戴維斯縣（英語：Daviess County）是美國密蘇里州西北部的一個縣。面積1,474平方公里。根據美國2000年人口普查，共有人口8,016人。縣治加拉廷 (Stockton)。
成立於1836年12月29日。縣名紀念在蒂帕卡努之役中陣亡的約瑟·H·戴維斯 （Joseph Hamilton Daveiss，縣名為手民之誤）。